# Грегори (река)
Грегори (англ. Gregory River) — река на северо-западе Австралии. Протекает по Северной территории и штату Квинсленд. Является наиболее крупным притоком реки Никольсон. Одна из немногих непересыхающих рек Квинсленда. На реке находится одноимённый населённый пункт.
Истоки реки находятся на северо-востоке плато Баркли в Северной территории. Затем течет в Квинсленде через многочисленные каньоны, пересекает южную часть национального парка Буджамулла. Длина реки составляет 321 км, площадь бассейна — 24 179 км².